# Hencida
Hencida község Hajdú-Bihar vármegyében, a Berettyóújfalui járásban.

## Fekvése
Berettyóújfalutól északkeletre helyezkedik el, nem messze a román határtól.
A közvetlen szomszédos települések: észak felől Konyár, északkelet felől Esztár, kelet felől Kismarja, dél felől Bojt, nyugat felől pedig Gáborján. Csak kevés híja van annak, hogy nem határos délkelet felől még Nagykerekivel, délnyugat felől pedig Váncsoddal is.
Belterülete 1034, míg külterülete 3345 hektár kiterjedésű.

### Megközelítése
Csak közúton közelíthető meg, Esztár és Gáborján felől a 4812-es, Nagykereki felől a 4813-as, Biharkeresztes felől pedig a 4817-es úton. Déli határszélét érinti ugyan az M4-es autóút is, de annak sem csomópontja, sem pihenőhelye nincs a falu határai között (a legközelebbi csomópontja pár kilométerre nyugatra található, Gáborján határai között).

## Története
Hencida nevét XV. századi oklevelek említik először Henczhida formában.
Helynevének eredetét egy korai történet magyarázza, így: A Hencidához fél óra távolságban eső Szentpéterszeg község határában a káptalan tagján van egy halom, mely Henchalmának neveztetik. E halomról azt tartja a hagyomány, hogy ez azon Hencz nevű német vezértől kapta nevét, ki a fejedelmi korszakban az e halom táján történt ütközetben elesett s leányával együtt e halomba eltemettetett. Ugyanezen Hencz nevű vezérről mondja azt a hagyomány, hogy Hencidánál a Berettyón ő készíttetett elsőbe hidat, mely tény emlékére a híd s a híd mellett keletkezett helység Henchídjának neveztetett.
Egy másik, 1829-ből származó jelentés szerint, melyet Teleki Lajos hencidai jegyző tett Miskolczi Károlynak, mely szerint Eödönfy László volt földesúr a XVI. század elején itt építtetett egy Hencz nevű német ácsmesterrel a teleket és az újonnan keletkezett falut összekötő hidat, s ekkor mind a híd mind a mellette épült helység ezen ácsmesterről nyerte nevét.
Harmadik nézet szerint a helység helyneve eredetére nézve az, hogy a helységet telepítő őskorból való birtokosnak lehetett Hencz a neve, s annak nevéről neveztetett a Berettyó hídja mellett eső helység előbb Hencz-hídjának, majd Henczhida formára, végül Hencida formára.
1507-ben a Henczidai család a település birtokosa, 1517-ben pedig Bajomi János és Benedek, később pedig a Bocskay család birtokába került 1551-ben. 1520-ban a vámszedő helyek közt sorolták fel a nevét. 1609-ben a Nadányiak birtoka lett, 1703-ban a Komjáthy és a Zólyomi családé, akik megépíttetik az 1829-ben még álló, s bevételeinek felét a közösségnek adó vízimalmot. Később pedig a Beöthyek, a Balogh és a Miklóssy család is birtokosai voltak.
Bocskai fejedelem alatt a községet a Nadányiak (Nadányi Zsigmond és Gergely) védték Belgioioso gróf, kassai császári főkapitány csapatai ellen. 1659-ben II. Rákóczi György idején a falut a török közeledtének hírére felégették, a Rákóczi-szabadságharc alatt pedig a rácok dúlták fel a falut.
Hencidához tartoztak az alábbi helységek is: Kődomb, Évaakla, Bús, Gyürüszeg, Sárkánysziget, Kossuthtér, és Magyar puszták is.

## Vallás
Hencida községe hamar elfogadta reformációt. Erre utal, hogy 1567-ben a váradi, később a bihari esperességhez tartozott.
A református egyház levéltára alapján az alábbi református lelkészek teljesítettek szolgálatot Hencidán:
| Időszak   | Lelkész                                        | Megjegyzések                                           |
| --------- | ---------------------------------------------- | ------------------------------------------------------ |
| ?-1724    | Szentesi Mihály                                | 1724-ben Borsra vitetett.                              |
| 1733-1744 | Szoboszlay András                              |                                                        |
| 1744-1757 | Tarcsay Mihály                                 |                                                        |
| 1757-1760 | Márk János                                     | Magát mód nélkül bornak adván, hivatalát maga letette. |
| 1761      | Seres Debreceni Mihály rektora, Madarasi János | Egy hét alatt meghalnak mindketten.                    |
| 1760-1783 | Szaklányi József                               |                                                        |
| 1783-1803 | Munkácsi István                                |                                                        |
| 1803-1845 | Ónodi Szabó István                             |                                                        |
| 1845-?    | Gyenge András                                  |                                                        |

Egyházi anyakönyve 1765-ben kezdődik.
A templom egyik harangját az egyház tagjai 1733-ban öntették.
Egyház kincsei között szerepelt egy óntányér az alábbi felirattal, "N. Török György uram Henczidai Eklézsiának 1736", egy pohár az alábbi körirattal: "A Henczidai ref. sz. eklésia számára Nagy János ur a maga költségén A. D. 1766".

### Református templom története
- 1787-1789: Templomház építése. Hosszanti, egyhajós, zsindelyfedeles épület.
- 1799: A torony fundamentuma letétetett.
- 1800: A torony felépült. A sisak zsindelyes lett. Biztos adat, hogy 4 kis fiókos tornya volt.
- 1804: Megtörtént a torony vakolása és meszelése. Ekkor lett kész az egész templom.
- 1808: A torony aljába magtárt építettek, amely addig volt használatban, amíg az 1870-es években külön magtárt nem építettek. Ezt a kivénhedt épületet bontottuk le 1979-ben.
- 1827: Március 22-23-án – valószínűleg éjjel – a vihar ledobta a toronytetőt. Ezután épült fel olyanra, "mint amilyen a mostanit megelőző volt" – írja Veress Bálint lelkész az 1927-es emlékiratban. Sajnos, csak elképzelésünk lehet róla. Még zsindelyes lehetett, de már 4 fióktorony nélkül.
- 1836: A kisebbik harangot újra kellett önteni.
- 1847: A toronyba ún. fertályos órát építtettek, a mostaninak az elődjét. A név azt sejteti, hogy csak a negyedeket mutatta.
- 1848: Ekkor építették a torony felőli nyugati karzatot. Ezeket a karzatokat az itteni köznyelv folyosónak nevezte. A szó használata kihalóban van.
- 1872: Bokor Ferenc elkészítteti a szószéket és a Mózes-széket a mai formájában.
- 1882: Megtörtént a padok festetése.
- 1885: Bővítés és nagy átalakítás történt az épületben. Ekkor épült a falu felé, tehát az északra néző nagy félkereszthajó a karzattal. Felépül a bádoggal fedett új toronysüveg, a mostanival egyező formában, rajta négy oldalon 1885-ös évszám látható. Belül a famennyezetet vakolttal cserélik fel. Folytatódik a belső berendezés festése. Kialakulnak tehát a most is álló templom méretei: A templomhajó hossza 29 méter, szélessége a parókia felőli alacsonyabb cinteremmel együtt 22 méter. A fal magassága 8 méter. A torony fala 20 méter magas, 6,50 x 6,50 széles. A teljes magasság a csillagig 38 méter. Az északra néző új ajtó lesz a főbejárat.
- 1890: Az igen neves Angster József pécsi orgonaépítő mesterrel csúszka rendszerű, 8 regiszteres (beleértve a 2 pedálregisztert) orgonát építtetnek. Nem tudom pontosan, hogy még kézi műhelymunka volt-e, vagy már gyári. Az előbbiek értékesebbek, de mindenképpen műemléknek számít.
- 1899: A tetőzet, a toronysüveg, az óraszámlapok festése.
- 1902: Új parókiát építenek. A régiről azt írja Veress Bálint egy 1931-ben beadott jelentő íven: "A régi parochia egy hosszú, már elült, egészen vályogból készült, nádfedeles épület volt, mely két szobát, egy kis tornác oldalszobát, egy nyitott kéményalját, egy konyhát, egy nagyobb kamarát – az alatt pincét és egy lépésnyi széles tornácot foglalt magában".
- Az új parókiát – a mondás szerint – Veress Bálint lelkész felesége harcolta ki, aki debreceni születésű volt. Azt mondta, hogy ebbe az ócska bagolyfészekbe nem jön – mármint lakni.
- 1906: Szentpáli Gábor 527 kg-os harangot öntet. A két régi harangot vaskoronával láttatta el, és a toronyban a faállványok helyett vas síneket szereltetett fel a harangok számára. Az új és legnagyobb harang (volt) a helyi szójárás szerint a "Szentpáli" harang. Az év karácsonyán megrepedt az 1733-ból származó, immár középső súlyú harang.
- 1907: A Szentpáli harangot öntött Thury cég díjtalanul öntötte újra azt.
- 1908: Ekkor kapja a templom a kívül sárga, belül (újból?) a fehér színt. Új ajtókról is beszélnek a feljegyzések. Nem egészen világos, hogyan értsük. Hallottam arról, hogy az iskola felőli harmadik bejárót a fenti Szentpáli Gábor vágatta. Itt lakott ugyanis a tőszomszédságban, s ezen keresztül rövidebb úton járhatott be a templomba. Ha bentről nézem az ajtót, elhelyezése nem egészen szimmetrikus. Tehát valószínű, hogy utólag készítették. Volt már a falu felé néző, s most ez az ajtó, megszűnt tehát a Türelmi rendeletben is megmaradt kikötés, hogy a bejárat nem nézhetett főutcára. A templom nyitottá vált, kissé talán huzatos is, amit – szél esetén – a csapóajtók mozgása is jelez. Arról sincs adat, hogy e csapóajtók mikor készültek. A berendezés színe zöld "A próféta színe" – mondta valaki rá.
- 1910: Ekkor épített az egyház új toronyórát Mezey Dezső nagyváradi óragyárossal. Szerintem – ma már ipari műemléknek számít.
- 1917: Július 14-én, szombaton, délelőtt a katonaság leszerelte a toronyból a legnagyobb, az ún. Szentpáli harangot és a régi kisharangot, melyeket ágyúöntés céljából elszállítottak.
- 1922: A közösségi képviselőtestület elvállalta a toronyórák karbantartásának anyagi fedezetét.
- 1924: Július 12-én a háborúban elvitt két harang helyett kilencvenmillió korona értékben két új harangot helyeztek el a toronyban, közköltségen. Július 13-án istentisztelettel felavatták. A harang súlya (vaskorona nélkül) 536, 275 és 151 kg.
- Felirataik – A középen elhelyezett nagy harangé:
- "Soli Deo Gloria – Ezt a harangot néhai Szentpáli Gábor által 1906-ban öntetett, a világháború folyamán 1917-ben hadi célokra elvitt harang helyett közadakozásból készíttette a hencidai református egyház az 1924-ik esztendőben. – Öntötte Szlezák László harangöntő Budapesten. Örömben, bánatban hívjad az embert az ő Istenéhez."
- A súlyban középső harang felirata:
- "Ezt a harangot Antony Mihály által Budán 1733-ban a Szentháromság egy Isten tiszteletére öntötte a henczidai reformata szent ecclesia – 1906 októberében régi fakoronája vas koronával cseréltetett ki – 1906 karácsony másnapján megrepedt. – Díjtalanul újraöntötte Thury Ferenc Budapesten1907. – 1932 sz."
- A Gáborján felől elhelyezett kisharang felirata:
- "Soli Deo Gloria – Ezt a harangot a henczidai reformata ecclesia által 1836-ban öntettett és 1917-ben hadi célokra elvitt harang helyett közadakozásból készíttette a henczidai református egyház, az 1924-ik esztendőben. Öntötte Szlezák László harangöntő Budapesten – Örömben, bánatban hívjad az embert az ő Istenéhez."
- 1924: Új úrasztala készült. Erről a már idézett Pap István leveléből egy idevágó érdekes részlet olvasható:
- "Édesapám Pap István Hencidán született (1870. IV. 23.). Iskoláit a Debreceni Református Kollégiumban végezte, majd a vasútnál helyezkedett el. Mint vasutas Temesvár környékére került. A Béga szabályozásánál elsüllyedt török gályákra akadtak, amelyek tölgyfa palánkjait az idő és a víz pár száz év alatt megfeketítette. Édesapám közel egy vagonnyit húzatott ki 6-8 ökörrel az iszapból. Kiszáradása után felfűrészeltette. Majd mikor az 1912. évben visszakerült Debrecenbe – ezt a fát is magával vitte – 6 gyermeke volt, s az első világháborús sanyarú években eladta a fekete tölgyfát Bessenyei Gyula igen jó nevű debreceni asztalosmesternek, azzal a kikötéssel, hogy köteles belőle a hencidai református templom részére egy Úrasztalát csinálni. Az Úrasztala elkészült, kiszállíttatott Hencidára, és hihetőleg épségben ma is megvan, rajta az ajándékozó, valamint felesége neve."
- Az úrasztala kockás, fabetétes a fedőlapján, az egész ébenfaszerű. Elől fából kifaragva kehely, két oldalra hajló kalász és szőlőfürt van. Ezek csontszínűek, de az övező korlát miatt nem látszanak. A vastag fedőlap alatt három oldalon az alábbi felirat:
- "A Henczidai Református Egyháznak Szeretettel – Isten dicsőségére néhai szülei Pap István és Nagy Julianna emlékére – Készíttette Pap István és neje Kiseőri Ujváry Emma 1924."
- A levélíró értékes adatokkal szolgált. s talán nem kötünk össze egymáshoz nem tartozó dolgokat, de mintha egy kis történelmi jóvátétel is lenne az egészben, hiszen amaz első templom pusztulását éppen a törökök okozták. – Különösek az élet s a történelem útjai.
- 1925: (Veress Bálint lelkész szavaival) "Július 5-én vasárnap 4 óra tájban, amikor a konfirmáció után a lelkész ágendázott, kitört egy borzalmas tornádó. A jég elverte a határ egyharmad részét, a templomtorony északi ablakát bevágta, ugyanígy a padlásra vezető ajtót is, majd pedig a templom bádog tetőzetének jókora részét a parókia felől ledobta." – Eddig az akkori lelkész tudósítása. – A tetőt azután kijavították, de a bádogot nem elég szakszerűen dolgozták vissza. A tetőzet azóta is gondot okoz, van 3-4 rejtett szivárgás.
- 1927: Újabb renoválás. A költségeket főként az fedezte, hogy a Cserekaszáló és káposztáskert tulajdonosok e területek jövedelmét több éven át e célra felajánlották. A toronygombot is ekkor cserélték. Megnézték a régi emlékiratot, valószínűleg az 1885-öst (amit sajnos nem másoltak le, csak egynémely dolgot belőle kiírtak), s új emlékiratot is tettek bele, aminek megvan a másolata. A toronygomb és a csillag felrakása mindig látványosság volt. Vannak hát történetek és legendák róla. Némelyek még emlékeznek, hogy a mesterlegény az elvégzett munka után odafenn megivott 3 pohár bort, és az üres poharat ledobta, ami a jegyzői lakás (a mostani Kelemen Sándor-féle ház) udvarára esett. Igaz-é, vagy nem, de bizonnyal még régebben történhetett, hogy egy korábbi ilyen műveletnél, amikor a mester fia fel akarta helyezni a csillagot tartó rudat, lekiáltott: "Édesapám, melyik lyukba dugjam?" – Dughatod már akármelyikbe" – morogta komoran a mester, mert ebből már tudta, hogy a fia végzetesen megszédült és egyensúlyát vesztve le is esett. A dolgot hihetővé teszi az, hogy feltétlenül kívülről kellett felhúzni azt a vasrudat, ami a szélirányjelző zászlót és a csillagot tartja, és úgy kellett a gomb csúcsán lévő nyílásba ereszteni, majd pedig belül a fő tartógerendához erősíteni az alsó végét. – Bárhogy volt is, a szájhagyomány ezen szavakkal őrzi az esetet. Ám ha csak olyan legenda mint az elrejtett harangé, a maga gyermekes egyszerűségében őrzi az ősök egyházuk, templomuk iránti szeretetét.

## Közélete

### Polgármesterei
| Időszak   | Név           | Jelölő szervezet |
| --------- | ------------- | ---------------- |
| 1990–1994 | Fónyad László | Agrárszövetség   |
| 1994–1998 | Fónyad László | független        |
| 1998–2002 | Fónyad László | független        |
| 2002–2006 | Fónyad László | független        |
| 2006–2010 | Fónyad László | független        |
| 2010–2014 | Szémán László | Jobbik           |
| 2014–2019 | Szémán László | Jobbik           |
| 2019–2024 | Szémán László | független        |
| 2024–     | Szémán László | független        |

### Községi jegyzőkönyv bejegyzései
1739-1740 Októbertől Szent György napig olyan hatalmas pestis uralkodott, hogy 200 halott volt Hencidán. Ugyanekkor marha dög is uralkodott a kemény tél miatt.
1742 Újra kitörő pestis októbertől Szent György napig, Jövevény oláhokat is beszámítva 100-nál több áldozatot követelve.
1770 Hencida helység 3 lovat adományoz a II. József császár Pocsajon át Bagosra tartó utazásához.
1773 nagy árvíz, Hencida különben is vizes határ csaknem egészen elborította
Ismételt árvizek: 1815., 1851., 1871., 1872.
1788 a törökökkel való háború miatt a közösségnek búzát, zabot, és terhes fuvarozást kellett teljesítenie. Ugyanekkor Belgrád vára bevétele alkalmakor Hencida 30 gyalogembert küldött ásóval, kapával, földmunkálatokra.
1786 katonai összeírás (1790-ben az összeírást Váradon megsemmisítik)
1809 a helység házát mennykőütés éri, leég.
1829 július 1 éjjel 23 órakor, másnap reggel 4 valamint este 21 órakor, földindulás tapasztaltatott, büdös-kőszag éreztetett.
1874 augusztus 14 Tűzvész a faluban, leég 11 ház, 32 melléképület, és sok takarmány lett a lángok áldozata.

## Népesség
Hencida lakónépességének alakulása (fő)
2001-ben a település lakosságának 93%-a magyar, 7%-a cigány nemzetiségűnek vallotta magát.
A 2011-es népszámlálás során a lakosok 87,4%-a magyarnak, 25,5% cigánynak, 0,6% románnak mondta magát (12,1% nem nyilatkozott; a kettős identitások miatt a végösszeg nagyobb lehet 100%-nál). A vallási megoszlás a következő volt: római katolikus 2,6%, református 55%, görögkatolikus 0,5%, felekezeten kívüli 23% (16,9% nem válaszolt).
2022-ben a lakosság 93%-a vallotta magát magyarnak, 9,5% cigánynak, 2,2% románnak, 0,1% lengyelnek, 0,1% örménynek, 0,5% egyéb, nem hazai nemzetiségűnek (6,8% nem nyilatkozott; a kettős identitások miatt a végösszeg nagyobb lehet 100%-nál). Vallásuk szerint 33,3% volt református, 1,7% római katolikus, 0,6% ortodox, 0,5% görög katolikus, 2,7% egyéb keresztény, 0,5% egyéb katolikus, 0,1% evangélikus, 44,4% felekezeten kívüli (15,9% nem válaszolt).

## Nevezetességei
- Református temploma 1791-ben épült.
- A településtől nyugatra halad el a szarmaták által 324 és 337 között épített, az Alföldet körbekerülő Csörsz-árok, más néven Ördögárok nyomvonala.
- Hencidai Csere-erdő Természetvédelmi Terület – a napjainkra megfogyatkozott sziki tölgyesek egyik szép képviselője. Tavaszi virágözönében megtaláljuk a magyar zergevirágot, az agárkosbort és a gumós kőtörőfüvet.

## Érdekességek
- Széles körben ismert, Hencidához kapcsolódó, elsősorban népmesei, de azokon kívül is használt szófordulat a Hencidától Boncidáig; legelterjedtebb előfordulása a Hencidától Boncidáig folyt a sárga lé mondás, amiben a sárga lé egyes értelmezések szerint sáfrányos, gazdag húslevest, más értelmezés szerint aranyszínű bort jelent, de mindkét megközelítésben bőséges (lakodalmi) lakomára, jólétre utal.[15] A két, egymástól több mint 200 kilométerre fekvő település között amúgy valószínűleg sosem volt komolyabb kapcsolat, csak a neveik igen hasonló alakja kapcsolhatta össze őket e mondásokban.[16]

- Egy másik, a községhez kapcsolódó mondás: Megütötte magát, mint a hencidai asszonyok a hídon. E közmondásnak a szájhagyomány azt tartja alapjául, hogy a hajdani korban egyik, Váradon lakó földesuruk levelet írt a bírákhoz, hogy hozzá rögvest egy szekér murvát küldjenek. Lévén az öreg földesúrnak rendkívül rossz írása és az öreg nótáriusnak nagyon gyenge szeme, így a nótárius az összes bírák jelenlétében felolvasott levélből a murva szónak m betűje helyett tizedikszer is k betűt olvasott. A betűcseréből eredő rendkívüli kívánaton a bírák nem kissé megbotránkoztak, de titkos tanácsülés tartván, határozattá lőn, hogy a kívánatot teljesítendik – ám lássa aztán az öregúr, hogy miként boldogul a beküldendő házsártos személyekkel! Nem csekély gondot adott bírák uraméknak a beküldendő személyek kijelölése, végre is azonban az érdemes tanács hat, rossz hírben álló nőt kijelölvén, azokat a kisbírák által hirtelen a helységházához gyűjtötték, s eltitkolva előlük, hogy mi célból eredt összeszedésük, őket a titkon előrendelt helység szekerére nagy nehezen felültették. A szekérre ültetés nem kis bajjal ment végbe, de végbemenvén, a kocsis közévágva lovainak nyargalt velük egészen a hídig, itt azonban a kocsis mellett ült takarosb menyecske, a titokba beavatott kocsistól nagy titoktartás alatt megtudván, hogy hova és mi címen alatt vitetnek, lármát ütött, miből társnői is megértvén a dolgot, nagy kiabálások között a kocsis kezéből a gyeplőt kicsavarták s ekkor a szekérről leugorván azt üzenték vissza a bíráknak, hogy addig Pontiusnak sem mennek, míg a bíró és a törvénybíró feleségét is maguk közt nem látják.[3]

## Híres szülöttei
- 1828 – Beöthy Andor, politikus, Bihar-megyei aljegyző, sárréti járás főszolgabírója, Bihar vármegyei alispán, országgyűlési képviselő
- 1860 – Dr. Beöthy László politikus, miniszter, főispán, felsőházi tag
- 1937 – Tóth Sándor, festőművész, pedagógus